# Selenotholus foelschei
Selenotholus foelschei is een spinnensoort in de taxonomische indeling van de vogelspinnen (Theraphosidae).
Het dier behoort tot het geslacht Selenotholus. De wetenschappelijke naam van de soort werd voor het eerst geldig gepubliceerd in 1902 door Henry Roughton Hogg.